# Club Atlético River Plate 1945
Questa voce raccoglie le informazioni riguardanti il Club Atlético River Plate nelle competizioni ufficiali della stagione 1945.

## Stagione
Vittoria in campionato ottenuta alla penultima giornata con il 2-0 sul Chacarita Juniors firmato Loustau e Labruna; la contemporanea sconfitta del Boca Juniors sul campo del Rosario Central consegna al River il vantaggio decisivo per la conquista del titolo.

## Maglie e sponsor
| Casa | Trasferta |

## Rosa
| N. |                      | Ruolo | Calciatore                |
| -- | -------------------- | ----- | ------------------------- |
|    | Argentina (bandiera) | P     | Amadeo Carrizo            |
|    | Argentina (bandiera) | P     | Héctor Grisetti           |
|    | Perù (bandiera)      | P     | José Soriano              |
|    | Argentina (bandiera) | D     | Héctor Ferrari            |
|    | Argentina (bandiera) | D     | Eduardo Enrique Rodríguez |
|    | Argentina (bandiera) | D     | Norberto Yácono           |
|    | Argentina (bandiera) | D     | Ricardo Vaghi             |
|    | Argentina (bandiera) | C     | Eligio Corvalán           |
|    | Argentina (bandiera) | C     | Manuel Giúdice            |
|    | Argentina (bandiera) | C     | José Ramos                |
|    | Argentina (bandiera) | C     | Néstor Rossi              |

| N. |                      | Ruolo | Calciatore            |
| -- | -------------------- | ----- | --------------------- |
|    | Argentina (bandiera) | C     | Daniel Stemberg       |
|    | Argentina (bandiera) | A     | Roberto Coll          |
|    | Argentina (bandiera) | A     | Aristóbulo Deambrossi |
|    | Argentina (bandiera) | A     | Alfredo di Stéfano    |
|    | Argentina (bandiera) | A     | Alberto Gallo         |
|    | Argentina (bandiera) | A     | Ángel Labruna         |
|    | Argentina (bandiera) | A     | Félix Loustau         |
|    | Argentina (bandiera) | A     | José Manuel Moreno    |
|    | Argentina (bandiera) | A     | Juan Carlos Muñoz     |
|    | Argentina (bandiera) | A     | Joaquín Martínez      |
|    | Argentina (bandiera) | A     | Adolfo Pedernera      |

## Statistiche

### Statistiche di squadra
| Competizione | Punti | Totale | Totale | Totale | Totale | Totale | Totale | DR  |
| Competizione | Punti | G      | V      | N      | P      | Gf     | Gs     | DR  |
| ------------ | ----- | ------ | ------ | ------ | ------ | ------ | ------ | --- |
| PD           | 46    | 30     | 20     | 6      | 4      | 66     | 34     | +32 |
| Totale       | -     |        |        |        |        |        |        | -   |